# Lido di Ostia
Lido di Ostia (lett. 'Strand van Ostia') of Ostia Lido is de badplaats van Rome. De plaats ligt ongeveer 30 km van Rome aan de Tyrreense Zee. Ostia is administratief een onderdeel van het Municipio XIII van de gemeente Rome.
Op 2 november 1975 werd de filmregisseur Pier Paolo Pasolini vermoord aangetroffen op het strand van Ostia. Ter herinnering aan deze moord is een monument opgericht in Lido di Ostia.